# Pedinoida
Pedinoida é uma ordem de ouriços-do-mar que contém apenas um género extante, o género Caenopedina. O grupo foi muito diverso durante o Mesozoico e representa a mais antiga ordem de Euechinoidea sobrevivente.

## Descrição
Os membros da ordem Pedinoida sistinguem-se pela presença de uma testa rígida com placas tesseladas. Os seus espinhos primários são sólidos, mas os espinhos secundários podem ser ocos, o que distingue esta ordem as ordens aparentadas Diadematoida e Echinothurioida, as quais apresentam apenas espinhos ocos.